# Liste des ambassadeurs allemands en Zambie
La liste des ambassadeurs allemands en Zambie comprend tous les ambassadeurs de la République fédérale d'Allemagne en Zambie. L'ambassade est basée à Lusaka.
| Nom de famille       | mandat      |
| -------------------- | ----------- |
| Harold Michelsen     | vers 1966   |
| Karl Heinz Wever     | 1968-1973   |
| Frédéric Landau      | 1973-1977   |
| Wolfram Dufner       | 1977-1980   |
| Günter Wasserberg    | 1980-1984   |
| Klaus Timmerman      | 1984-1990   |
| Rudiger Reyels       | 1990-1993   |
| Pierre Smith         | 1993-1997   |
| Helmut Schröder      | 1997-2001   |
| Irène Hinrichsen     | 2005-2009   |
| Franck Mayke         | 2009-2012   |
| Bernard Finke        | 2012-2016   |
| Achim Burkart        | 2016-2020   |
| Anne Wagner Mitchell | depuis 2020 |

## liens web
- Site Internet de l'ambassade d'Allemagne à Lusaka